# Nueva Aroma
Nueva Aroma es una localidad de Bolivia. En 2012 tenía una población estimada de 942.

## Geografía
En cuanto a distancia, se encuentra a 239 km de la ciudad de Cochabamba, la capital departamental, a 79 km de Villa Tunari.

## Demografía
Según el último censo de 2012 realizado por el Instituto Nacional de Estadística de Bolivia (INE), la localidad cuenta con una población de 942 habitantes.

### Población de Nueva Aroma
| Año  | Población | Fuente                  |
| ---- | --------- | ----------------------- |
| 1992 | 403       | Censo boliviano de 1992 |
| 2001 | 617       | Censo boliviano de 2001 |
| 2012 | 942       | Censo boliviano de 2012 |